# Черепаха кутоподібна
Черепаха кутоподібна (Chersina angulata) — єдиний вид черепах з роду Південноафриканські черепахи родини Суходільні черепахи. Інші назви «південноафриканська черепаха дзьобогруда», «черепаха-бушприт».

## Опис
Загальна довжина коливається від 16 до 22 см. Спостерігається статевий диморфізм: самці більші за самиць. Голова невелика, товста. Карапакс куполоподібний, подовжений. Пластрон складається з 12 щитків. Єдиний горловий щиток сильно виступає уперед.
Карапакс червонувато-коричневого або коричневого-чорного кольору. Пластини всередині чорні, облямовані жовтим або червоно-помаранчевим кільцем.

## Спосіб життя
Полюбляє берегові ділянки з сухою травою та чагарниками. Активна вранці. Харчується фруктами, овочами, рослинами, дрібними равликами. Черепаха може поїдати свій і чужий кал.
Шлюбний сезон протікає з вересня до січня. Самці в цей час стають неспокійними і взаємно агресивними. Самці можуть кусати самиць за лапи. Самиця відкладає 1 яйце, рідко 2, розміром 30×42 мм й вагою 20—25 г. Кладок за сезон може бути кілька (інтервал 28—45 днів). Інкубаційний період триває 94—198 днів при температурі 26—28 °C. При більш низьких температурах термін інкубації подовжується. Новонароджені черепашенята мають довжину 35 мм й вагу 14 г.

## Розповсюдження
Мешкає у Капській провінції від Іст-Лондону на захід аж до гирла р. Оранжевої (Південно-Африканська Республіка). Наразі намагаються поширити цю черепаху у Намібії.